# Duino-Aurisina
Duino-Aurisina (eslovè: Devin-Nabrežina) és un municipi dispers de 8.698 habitants a la província de Trieste, regió de Friül – Venècia Júlia, al nord-est d'Itàlia. La població s'escampa per una dotzena de poblets, els més importants dels quals són: Duino (eslovè: Devin, alemany: Tybein), Sistiana (eslovè: Sesljan, alemany: Seestein) i Aurisina (eslovè: Nabrežina, alemany: Naberschin). Limita amb els municipis de Monfalcone (GO), Doberdò del Lago (GO), Sežana i Komen (Eslovènia), Sgonico (Zgonik) i Trieste.
A Duino hi ha dos castells, el més antic (segle xi) està en ruïnes, mentre en el castell nou encara hi viu el Princip i és obert al públic com a museu. Sota les runes del castell vell, un esperó de roca blanca cau a plom sobre el mar, és la "Dama Bianca", per què sembla una dona embolcallada en un vel blanc, i que va ser l'origen de llegendes gòtiques.
El poble és conegut arreu per ser el lloc on es va inspirar el poeta Rainer Maria Rilke per a escriure les Elegies de Duino mentre visitava a la princesa Maria von Thorn und Taxis.
El castell nou es va començar a construir el 1389 per substituir l'antic castell. El 1400 va passar a mans de la família Walsee, després als Habsburg i a diverses famílies alemanyes de l'Imperi Austríac, fins a arribar als Thurn und Taxis, un dels quals es va naturalitzar italià el 1923, canviant el nom per della Torre e Tasso, duc del Castell de Duino.

## Situació lingüística
| Pertinença lingüística (cens 1971) | 62,50% italià |
| Pertinença lingüística (cens 1971) | 37,50% eslovè |

## Administració
| Període          | Identitat   | Partit                     |
| ---------------- | ----------- | -------------------------- |
| 2003-2007, 2007- | Giorgio Ret | Forza Italia (Centredreta) |

## Personatges il·lustres
- 1385 - 1389 Hugo von Tybein (Duino)
- Alojz Rebula, escriptor en eslovè.